# ユキオ
『ユキオ』は、石渡洋司による日本の漫画作品。『ヤングサンデー』（小学館）にて1997年より連載され、YSコミックスより全2巻で単行本化されている。作者のデビュー作。

## あらすじ
日本の裏社会に突如出現した謎の"組織"。"組織"はヤクザを次々と傘下に収め、敵対する組を容赦なく壊滅させていく。そんな中、日本刀を片手に粛々と殺戮を行う少年がいた。彼の名はユキオ、"組織"のヒットマンである。
名うての侠客に育てられたユキオにとって、この稼業は、かつての恩人達を皆殺しにするということを意味していた…。

## 登場人物
ユキオ（田中幸男）
本編主人公。"組織"のヒットマンとして、関わるものを殆ど皆殺しにしていく少年。戦闘では日本刀、そして割れたサングラス等を使用し、銃器を所持した相手すらをも容易く制圧する。過去に、末期ガンに苦しむ母親、雪子を自らの手で安楽死させた。南米に渡った傭兵、井関を父に持ち、居合いの達人である侠客、末松に育てられる。状況が行き詰まって行く中で、殺し屋という自らの業と向き合うことになるが…。
秋水
"組織"にてユキオに直接に命令を下す、盲目の老人。元は殺し屋集団の元締めをしており、"闇の狼王（ロボ）"と言われていたが、やがて"組織"の傘下に入る。ゆかり、京也の実父。ユキオの良きアドバイザーでもある。
京也
アメリカ帰りのフリーの始末屋で、ゆかりとは双子の姉弟。腕は立つものの仕事は粗い。父である秋水に自分を認めさせたいと思っている。格闘術、投げナイフ、トンファー、手榴弾など様々な武器を使う。"組織"に探りを入れたことで、ユキオに命を狙われることになるが、そのユキオに対して、父である秋水を"組織"から守るように依頼する。
ゆかり
京也の双子の姉。アメリカから帰国し、京也と共に"組織"の内情を調査する。「防弾チョッキを着込んだボディーガードごと、ターゲットを撃ち抜く」という特製の巨大拳銃を所持する。幼い頃、心を病んだ母親に殺されそうになり、その際に京也と2人で母親を殺している。殺し屋としての業に苦しむユキオに対し、自分達はその業を楽しんでいる、と語る。
カズマ
孤児院にいたところを秋水に拾われ、殺し屋として育てられるが、秋水の下の殺し屋仲間を全滅させて逃亡。ユキオにカズマの討伐命令が下る。他人に見られることを嫌い、屋上で寝る。一対一でユキオを圧倒する技量を持つ。
井関
ユキオの実父。名は政治（まさはる）。かつては「スデゴロのマサ」と呼ばれ、末松の兄貴分である剣客に素手で挑み、打ち倒す。その後、妻子を捨てて南米に逃げ、傭兵業を営む。数年後に帰国し、ユキオの町に帰ってくるが、そこで末松と果し合いになる。ユキオの目前にて末松を倒し、直後にユキオに倒される。その顛末が"組織"の目に留まった結果、ユキオは"組織"のヒットマンになることとなる。
末松
ユキオの養父。兄貴分を殺した井関を待つ為に井関の妻である雪子に近づいたが、雪子の出産に立ち会うこととなり、情が移る。居合術の達人。
無明
"組織"中枢とのコンタクトマンであり、秋水に命令を伝達している。井関と末松の果し合いの現場に出現し、ユキオを"組織"にスカウトした張本人でもある。ユキオの実父である井関と同じ、南米帰りの傭兵でありながら、何故かユキオの養父である末松の得意技を使う、謎の男。気配を完全に殺すことができ、作中最強と言える。必殺技に柳剛流秘伝"草舞"。
"組織"
無明を含めた数少ないパイプを通じて、配下の組織ないしヒットマンに次々と命令を下していく、巨大組織。敵対組織はおろか、ユキオを含めた"組織"ヒットマン達ですら、その内情を知らない。

## 各話サブタイトル
単行本第1巻収録
- 1話 "組織"編 vol.1
- 2話 "組織"編 vol.2
- 3話 "組織"編 vol.3
- 4話 "組織"編 vol.4
- 5話 "組織"編 vol.5
- 6話 "誕生"編 vol.1

単行本第2巻収録
- 7話 "組織"編 vol.6
- 8話 "群狼"編 vol.1[カズマ]
- 9話 "群狼"編 vol.2[京也]
- 10話 "群狼"編 vol.3[ゆかり]
- 11話 "群狼"編 vol.4[秋水]
- 12話 "真・誕生"編 （前編）
- 13話 "真・誕生"編 （後編）
- 14話 "組織"編 [エピローグ]